# ディエゴ・ロッシ
ディエゴ・マルティン・ロッシ・マラクリアン（スペイン語: Diego Martín Rossi Marachlian，1998年3月5日 - ）は、ウルグアイ・モンテビデオ県モンテビデオ出身のサッカー選手。メジャーリーグサッカー・コロンバス・クルー所属。ポジションはFW、MF。

## 来歴
地元モンテビデオの古豪CAペニャロールに2008年に入団。ユースチーム時代からフェデリコ・バルベルデ共に過ごし、各ユース世代のチームで中心選手として活躍。2016年1月にトップチームに昇格。2017年シーズンは国内リーグで33試合12得点を記録するなど、中心選手に成長した。
2017年12月14日、2018年シーズンよりメジャーリーグサッカー (MLS) に参入することになっていたロサンゼルスFCと契約。チーム初公式戦となった、2018年3月4日のシアトル・サウンダース戦で、記念すべきチーム初ゴールを記録。同年シーズンは新規チームのエースとして活躍し、リーグ戦33試合12得点を記録。2019年4月6日のD.C.ユナイテッド戦では、ウェイン・ルーニーのハードファウルを受けながらもハットトリックを達成した。
2021年9月1日、フェネルバフチェSKへのローン移籍が発表された。2022年4月15日に完全移籍となった。
2023年8月2日、コロンバス・クルーに移籍した。

## 代表経歴
プロデビュー前の2014年から、各ユース世代のウルグアイ代表に選出。2017年にはエクアドルで開催された南米ユース選手権で優勝を経験。同年に韓国で開催された2017 FIFA U-20ワールドカップに、U-20代表として出場した。その後2022年3月にフル代表初招集。30日の2022 FIFAワールドカップ・南米予選のチリ戦で先発で起用され代表戦初出場。後半27分までプレーし、試合も2-0で勝利した。

## 人物
- 父はイタリア、母はアルメニアからの移民。
- 2019年2月、ロッシはアメリカ合衆国のグリーンカードを取得した[9]。